# A Year in the Life
A Year in the Life é uma série de televisão americana dramática exibida originalmente pela NBC durante a temporada de 1987-1988, o auge da emissora dos anos 80. A Year in the Life se originou de uma minissérie de mesmo nome exibida pela NBC em 1986. Graças ao sucesso de público, a emissora encomendou uma série de televisão que continuasse a contar a história da família Gardner.

## Premissa
Joe Gardner, um filho da depressão, é um bem-sucedido dono de uma fábrica de Seattle, Washington, que tinha uma vida feliz e saudável, pelo menos até a morte de sua esposa, Ruth Gardner. A partir deste momento, seus quatro filhos se reúnem novamente. Anne, uma ex-hippie de 35 anos, divorciada duas vezes e com dois filhos, David e Sunny. Lindley, uma representante de vendas de 31 anos que atua como a "nova mãe" da família. Jack, de 30 anos, um jovem adulto que tenta encontrar a si mesmo. E Joe, um moço despreocupado, casado com a bela Kay. Por último, surgiu a Dra. Alice Foley, novo interesse amoroso do viúvo Joe.

## Elenco
- Richard Kiley como Joe Gardner
- Wendy Phillips como Anne Gardner Maxwell
- Trey Ames como David Sisk
- Amanda Peterson como Sunny Sisk
- Jayne Atkinson como Lindley Gardner Eisenberg
- Adam Arkin como Jim Eisenberg
- Morgan Stevens como Jack Gardner
- David Oliver como Sam Gardner
- Sarah Jessica Parker como Kay Ericson Gardner
- Diana Muldaur como Dr. Alice Foley

## Episódios
A Year in the Life teve, no total, uma única temporada com os rotineiros 22 episódios.
| #  | Título                                           | Exibição Original     |
| -- | ------------------------------------------------ | --------------------- |
| 1  | Don't I Know You from Somewhere?                 | 1987, 16 de Setembro  |
| 2  | Things You Should Know Before and After          | 1987, 23 de Setembro  |
| 3  | What Do You Think Love Is?                       | 1987, 30 de Setembro  |
| 4  | Dixie Chicken                                    | 1987, 30 de Setembro  |
| 5  | What Do People Do All Day?                       | 1987, 21 de Outubro   |
| 6  | EM7, Raiders Minus 3 and a Half for a Nickel     | 1987, 4 de Novembro   |
| 7  | Acts of Faith                                    | 1987, 11 de Novembro  |
| 8  | In Dreams Begin Responsibilities                 | 1987, 18 de Novembro  |
| 9  | I Think You Know Something I Don't Know          | 1987, 2 de Dezembro   |
| 10 | So Much Water So Close to Home                   | 1987, 16 de Dezembro  |
| 11 | While Someone Else Is Eating or Opening a Window | 1987, 23 de Dezembro  |
| 12 | The Little Disturbance of Man                    | 1988, 6 de Janeiro    |
| 13 | Sometimes It's Hard to Remember                  | 1988, 13 de Janeiro   |
| 14 | The Enormous Changes at the Last Minute          | 1988, 20 de Janeiro   |
| 15 | Goodbye to All That                              | 1988, 3 de Fevereiro  |
| 16 | The Go-Between                                   | 1988, 10 de Fevereiro |
| 17 | Fathers and Other Strangers                      | 1988, 17 de Fevereiro |
| 18 | Common Ground                                    | 1988, 9 de Março      |
| 19 | Glory Days                                       | 1988, 16 de Março     |
| 20 | The Politics of Being                            | 1988, 23 de Março     |
| 21 | Peter Creek Road                                 | 1988, 6 de Abril      |
| 22 | Love Mother                                      | 1988, 13 de Abril     |

## Recepção
A série foi bem-recebida pela crítica, sendo indicada para vários prêmios e vencendo outros tantos. incluindo o renomado Primetime Emmy e o Globo de Ouro em 1988. O público também considerou o programa, mas as audiências não eram tão boas quanto a de outros programas da emissora, que nesta temporada, viveu seu auge. Na temporada seguinte, simplesmente não havia espaço na grade de programação e o cancelamento foi comunicado aos produtores.

## Prêmios
| Ano  | Premiação                  | Categoria                                            | Indicado(s)      | Resultado |
| ---- | -------------------------- | ---------------------------------------------------- | ---------------- | --------- |
| 1989 | Young Artist Awards        | Melhor ator jovem convidado em série de televisão    | Michael Rich     | Indicado  |
| 1988 | Young Artist Awards        | Melhor ator jovem estrelando série de televisão      | Trey Ames        | Vencedor  |
| 1988 | Young Artist Awards        | Melhor atriz jovem estrelando série de televisão     | Amanda Peterson  | Vencedor  |
| 1988 | Young Artist Awards        | Série nova mais promissora da temporada              |                  | Indicado  |
| 1988 | Globo de Ouro              | Melhor ator em série de televisão dramática          | Richard Kiley    | Vencedor  |
| 1988 | Globo de Ouro              | Melhor série de televisão dramática do horário nobre |                  | Indicado  |
| 1988 | Emmy Awards                | Melhor ator em série de televisão dramática          | Richard Kiley    | Vencedor  |
| 1987 | Casting Society of America | Melhor escalação de elenco para minissérie           | Debra Rubinstein | Vencedor  |